# Gemeindeverwaltungsverband Plochingen
Der Gemeindeverwaltungsverband Plochingen ist ein Gemeindeverwaltungsverband im Landkreis Esslingen in Baden-Württemberg.

## Geschichte
Die Gründung des Verbands erfolgte zum 1. Januar 1975. Sitz des Verwaltungsverbands ist Plochingen.

## Mitgliedsgemeinden
- Plochingen
- Altbach
- Deizisau

## Aufgaben
Der Verband berät die Mitgliedsgemeinden bei der Wahrnehmung ihrer Aufgaben. Er erledigt für die Mitgliedsgemeinden in deren Namen die folgenden Angelegenheiten und Geschäfte:
- die technischen Angelegenheiten bei der verbindlichen Bauleitplanung und der Durchführung von Bodenordnungsmaßnahmen sowie von Maßnahmen nach dem Städtebauförderungsgesetz,
- die Planung, Bauleitung und örtliche Bauaufsicht bei den Vorhaben des Hoch- und Tiefbaues,
- die Unterhaltung und den Ausbau der Gewässer zweiter Ordnung.

Der Verband erfüllt anstelle der Mitgliedsgemeinden in eigener Zuständigkeit die folgenden Aufgaben:
- die vorbereitende Bauleitplanung
- die Aufgaben des Trägers der Straßenbaulast für die Gemeindeverbindungsstraßen.
- die Aufgaben des Gaststättenrechts.

Der Verband ist seit 1. Juni 1976 außerdem untere Baurechtsbehörde.

## Verbandsversammlung
Hauptorgan des Verbands ist die Verbandsversammlung. Sie bestand ursprünglich aus den Bürgermeistern der Mitgliedsgemeinden und 17 weiteren Vertretern, von denen vier auf die Gemeinde Altbach, vier auf die Gemeinde Deizisau und neun auf die Stadt Plochingen entfielen. Inzwischen erfolgt die Sitzverteilung nach dem d'Hondt'schen Höchstzahlverfahren. Dabei keine der Mitgliedsgemeinden mehr als die Hälfte der Sitze einschließlich des Sitzes ihres Bürgermeisters auf sich vereinigen.

## Verwaltungsrat
Als weiteres Organ ist der Verwaltungsrat gebildet. Er besteht aus den Bürgermeistern der Mitgliedsgemeinden.

## Verbandsvorsitzender
Der Verbandsvorsitzende wird von der Verbandsversammlung aus deren Mitte für die Dauer von fünf Jahren gewählt. Er ist für die laufenden Geschäfte zuständig. Der Vorsitzende ist seit Verbandsgründung der Bürgermeister der Stadt Plochingen.